# Ectropis ulterior
Ectropis ulterior là một loài bướm đêm trong họ Geometridae.